# Nebennierenrindeninsuffizienz
Die Nebennierenrindeninsuffizienz, kurz auch Nebenniereninsuffizienz, ist eine durch unzureichende Hormonproduktion gekennzeichnete Unterfunktion der Nebennierenrinde (NNR), die gut zu behandeln ist.

## Verbreitung
Eine Nebenniereninsuffizienz findet sich bei etwa 40 von 100.000 Menschen.

## Grundlagen
Die Nebenniere ist eine Hormondrüse, die jeweils dem oberen Pol der Nieren anliegt. Sie besteht aus dem Nebennierenmark, das Katecholamine produziert, und der Nebennierenrinde, welche die Steroidhormone Cortisol (Glucocorticoide) und Aldosteron (Mineralokortikoide), ferner Sexualhormone (Androgene) sowie g-Strophanthin synthetisiert. Die Bildung von Cortisol wird vom adrenocorticotropen Hormon (ACTH) gesteuert, das im Hypophysenvorderlappen der Hirnanhangdrüse gebildet wird. Die Produktion von ACTH wird vom Corticotropin-releasing Hormone (CRH), einem Hormon des Hypothalamus, einer übergeordneten Hirnregion, gesteuert. Das von der Nebennierenrinde produzierte Aldosteron als wichtiges Hormon der Regulation des Wasser- und Elektrolythaushalts wird im Rahmen des Renin-Angiotensin-Aldosteron-Systems reguliert.

## Einteilung
Es werden nach der Entstehung drei Formen der Unterfunktion der Nebennierenrinde unterschieden.

### Primäre Nebennierenrindeninsuffizienz
Bei der primären Form (Synonyme: Morbus Addison und Addisonsche Krankheit, benannt nach dem englischen Arzt Thomas Addison, der die Krankheit des innersekretorischen Systems 1855 erstmals in ihrer Symptomatik und als von den Nebennieren ausgehend beschrieben hatte, bevor Charles-Édouard Brown-Séquard zwischen 1855 und 1870 die Funktion der Nebennieren näher erforscht hat) – etwa 80 % aller Fälle – liegt die Störung (ungenügende Hormonbildung) in der Nebenniere selbst. Dazu gehören
- die autoimmunologische Form (etwa 70 %), bei der Antikörper gegen die corticosteroidproduzierenden Zellen in der Nebennierenrinde gebildet werden und diese zerstören
- die Speicherkrankheit Amyloidose
- Funktionsminderung durch Metastasen (zum Beispiel von einem malignen Melanom)
- das Waterhouse-Friderichsen-Syndrom (hämorrhagischer Infarkt der NNR im Rahmen einer disseminierten intravasalen Gerinnung)
- Infektionskrankheiten (z. B. Tuberkulose, Meningokokkeninfektionen, Zytomegalie, AIDS)

Die Tuberkulose mit Befall der Nebennieren war früher die häufigste Ursache eines Morbus Addison. Damals überwog die Anzahl der Männer. Heute ist in den entwickelten Ländern die Autoimmunerkrankung als Ursache vorherrschend und Frauen sind häufiger als Männer betroffen.
Durch den niedrigen Cortisolspiegel im Blut wird in der Hypophyse (Hirnanhangsdrüse) vermehrt ACTH gebildet, welches die Bildung von Cortisol stimulieren soll. ACTH entsteht durch Spaltung von Proopiomelanocortin, wobei zusätzlich auch Melanozyten-stimulierendes Hormon entsteht, das zusammen mit ACTH die in der Haut vorhandenen Melanozyten zur vermehrten Pigmenteinlagerung anregt. Die Haut erscheint dadurch brauner, daher wird der Morbus Addison auch als Bronzekrankheit bezeichnet.

### Sekundäre Nebennierenrindeninsuffizienz
Die sekundäre Form wird durch eine Unterfunktion der Hirnanhangdrüse (Hypophyseninsuffizienz) verursacht. Durch den Mangel an ACTH wird die Nebennierenrinde nicht ausreichend zur Bildung von Cortisol angeregt. Man vermutete früher eine „relative Nebennierenrindeninsuffizienz“ und nannte diese auch Hypadrenie und Addisonismus. Ursachen können sein:
- Tumoren
- Verletzungen (Schädel-Hirn-Trauma, Geburtstraumen)
- Durchblutungsstörungen, Sonderform: Sheehan-Syndrom
- Entzündungen
- Autoimmunreaktionen

### Tertiäre Nebennierenrindeninsuffizienz
Eine Unterfunktion des Hypothalamus verursacht die tertiäre Form. Hierbei wird zu wenig CRH gebildet, wodurch die Hirnanhangsdrüse nicht ausreichend zur Bildung von ACTH angeregt wird und es wie bei der sekundären Form zu einem relativen Mangel an ACTH kommt. Erkrankungen des Hypothalamus sind selten. Häufiger ist eine länger andauernde höher dosierte Behandlung mit Corticosteroiden. Hierdurch wird die CRH-Bildung längerfristig unterdrückt, abruptes Absetzen kann zu einer Addisonkrise führen.
Patienten, die länger als fünf Tage Cortisonpräparate oberhalb der Cushing-Schwellendosis einnehmen, muss bei Operationen zusätzliches Cortisol verabreicht werden, da der Körper den bei Operationen notwendigen Cortisolstoß nicht selber erzeugen kann. Bei kleinen Operationen reicht dabei eine einmalige Cortisoldosis. Bei größeren Operationen sollte über die ersten 24 Stunden zusätzliches Cortisol kontinuierlich verabreicht werden, um danach wieder auf die Dauerdosis vor der OP zurückzukehren.

## Klinische Erscheinungen
Führende Beschwerde der Nebennierenrindeninsuffizienz ist die anfangs vorwiegend stressabhängige Schwäche und Kraftlosigkeit (Asthenie). Die ebenfalls sehr häufige Hyperpigmentierung (eine bereits von Addison neben der Schwäche, der Muskelermüdbarkeit und Verdauungsstörungen beschriebene zunehmende Braunfärbung lichtausgesetzter Partien) der Haut, weswegen die Erkrankung auch als Bronzehautkrankheit bezeichnet wurde, kann komplett fehlen, eine normale Pigmentierung schließt die Diagnose also nicht aus.
| Symptome                                               | Patienten [%] |
| ------------------------------------------------------ | ------------- |
| Schwäche                                               | 99            |
| Hyperpigmentierung                                     | 98            |
| Gewichtsverlust                                        | 97            |
| Appetitlosigkeit, Übelkeit, Erbrechen                  | 90            |
| Lageabhängig niedriger Blutdruck (< 110/70 mmHg)       | 87            |
| Pigmentierung der Schleimhäute                         | 82            |
| Bauchschmerzen                                         | 34            |
| Verlangen nach salzigen Nahrungsmitteln („Salzhunger“) | 22            |
| Durchfall                                              | 20            |
| Verstopfung                                            | 19            |
| Ohnmacht                                               | 16            |
| Schwindel                                              | 09            |

Addisonkrise
Durch besondere Belastungssituationen, wie z. B. Operationen und Krankheiten, kann sich vor allem eine noch nicht behandelte NNR-Insuffizienz plötzlich innerhalb weniger Stunden verschlechtern. Dieser potenziell lebensbedrohliche Zustand, genannt Addisonkrise, ist durch Bewusstseinstrübung bis hin zu Koma, Blutdruckabfall, Fieber, massiver Austrocknung des Organismus, Unterzuckerung und Bauchbeschwerden (Pseudoperitonitis) gekennzeichnet. Prodrome sind Unruhe, Angstgefühl und Blässe.

## Untersuchungsmethoden
Bei Verdacht auf eine NNR-Insuffizienz wird zunächst eine Labordiagnostik durchgeführt. Mit bildgebenden Verfahren (Ultraschall, Computer-, Magnetresonanztomographie) können dann gegebenenfalls Veränderungen der Nebennieren, der Hypophyse oder des Hypothalamus dargestellt werden.
| Form     | Natrium    | Kalium | Cortisol   | ACTH       | Aldosteron | ACTH-Test             | CRH-Test                                | NNR-Antikörper |
| -------- | ---------- | ------ | ---------- | ---------- | ---------- | --------------------- | --------------------------------------- | -------------- |
| primär   | vermindert | erhöht | vermindert | erhöht     | vermindert | Cortisol steigt nicht | Cortisol steigt nicht ACTH steigt       | häufig positiv |
| sekundär | normal     | normal | vermindert | vermindert | normal     | Cortisol steigt       | Cortisol steigt nicht ACTH steigt nicht | negativ        |
| tertiär  | normal     | normal | vermindert | vermindert | normal     | Cortisol steigt       | Cortisol steigt ACTH steigt             | negativ        |

## Behandlung und Heilungsaussichten
Die Behandlung des Morbus Addison besteht in der Zufuhr der im Körper nicht ausreichend gebildeten Hormone in Form von
- Hydrocortison zum Ausgleich des Cortisolmangels und
- Fludrocortison zum Ersatz des fehlenden Aldosterons.

Bei besonderen Belastungen für den Körper, etwa bei Operationen, muss die Dosis von Hydrocortison vorübergehend erhöht werden. Eventuell vorliegende Infektionen als Ursache für den Morbus Addison werden mit Antibiotika behandelt, Tumoren werden operiert. Eine Addison-Krise verlangt eine intensivmedizinische Überwachung sowie eine Behandlung mit zucker- und cortisolhaltigen Infusionen. Mit Ausnahme der tertiären Form auf dem Boden einer Cortisoltherapie ist die Erkrankung nicht heilbar, jedoch durch lebenslange Gabe der fehlenden Hormone in Form von Medikamenten behandelbar. Wichtig ist, dass betroffene Patienten ein Notfallset mit Hydrocortison und einen Notfallpass mit sich führen, um im Falle einer lebensbedrohlichen Addison-Krise schnell reagieren zu können.
Die Ersatztherapie mit dem bei primärer und sekundärer Nebennierenrindeninsuffizienz ebenfalls erniedrigten Dehydroepiandrosteron (DHEA) zeigte in Studien einen positiven Einfluss auf Stimmung, Sexualität und gesundheitsbezogene Lebensqualität, ist aber nicht klinisch evaluiert und wird daher nicht von den Krankenkassen übernommen.
Bei der heute seltenen tuberkulösen Form der primären Nebenniereninsuffizienz führt die alleinige Gabe von Corticosteroiden zur Verschlimmerung der Tuberkulose. Die Tuberkulose muss zuerst ausgeheilt werden, und dann erst kann der Hormonmangel dauerhaft ersetzt werden.

## Nebennierenrindeninsuffizienz bei Tieren
Eine Nebenniereninsuffizienz oder ein Hypoadrenokortizismus wird gelegentlich bei Haushunden beobachtet. In 95 % der Fälle handelt es sich um eine immunvermittelte primäre Nebenniereninsuffizienz (Morbus Addison), gelegentlich kann sie auch bei Überdosierung von Mitotan oder Trilostan bei Behandlung eines Cushing-Syndroms auftreten. Dabei kommt es zu einem Mangel an den in der Nebennierenrinde gebildeten Hormonen Cortisol (Glukokortikoid) und meist auch Aldosteron (Mineralokortikoid). Die Krankheit entwickelt sich oft schleichend und zeigt sich anfänglich häufig nur in wechselndem Allgemeinbefinden und Verschlechterung bei erhöhtem Stress. Abgeschlagenheit, Appetitlosigkeit, Schwäche, verminderte Leistungsfähigkeit, Gewichtsverlust und Erbrechen treten am häufigsten auf. Auch chronischer Durchfall, vermehrtes Trinken und Harnabsetzen sowie Bauchschmerzen können auftreten. Eine Addison-Krise verläuft dagegen dramatisch mit hochgradiger Schwäche, Austrocknung, Zusammenbrechen und plötzlichen Todesfällen. Eine rassespezifische Häufung tritt bei Pudel, Labradoodle und West Highland White Terrier auf.
Typische Laborbefunde sind Hyponatriämie und Hyperkaliämie (bei etwa 80 bis 90 % der Hunde), (prärenale) Azotämie, nicht regenerative Anämie und Lymphozytose. Die basale Cortisolkonzentration liegt meist unter 2 µg/dl und bleibt beim ACTH-Stimulationstest unter dieser Schwelle. Stimulationswerte von 2,1 bis 5 µg/dl Cortisol gelten als Graubereich. Alternativ kann auch der Quotient aus Cortisol und ACTH (CAR, Cortisol-ACTH-Ratio) gebildet werden, hier wird ein Wert von unter 250 als pathologisch angesehen. Die Akutbehandlung eines Hundes in Addison-Krise basiert primär auf der intravenösen Verabreichung von physiologischer Kochsalzlösung und der Gabe eines Glukokortikoids. Zur Langzeitbehandlung ist seit 2016 in der EU Desoxycortonpivalat (Handelsname Zycortal) zugelassen. Es hat nur eine mineralokortikoide Wirkung und muss mit Prednisolon ergänzt werden. Zuvor wurden Hunde meist mit Fludrocortison mit oder ohne Zusatz von Prednisolon behandelt, allerdings ließ sich die Erkrankung bei einem Teil der Hunde damit nicht kontrollieren.
Bei Katzen ist eine Nebennierenrindeninsuffizienz dagegen sehr selten. Seit der Erstbeschreibung 1983 wurden weltweit nur 40 Fälle publiziert.